# Корсаков Олексій Якович
Корсаков Олексій Якович (нар. 2 серпня 1946, м. Харцизьк, Донецька область) — український політик. Народився 2 серпня 1946 р.
Член Партії регіонів; колишній народний депутат України.
Н. 02.08.1946 (Харцизьк, Донецька область) в сім'ї колгоспників; дружина Валентина Павлівна — учителька історії та суспільствознавства, директор школи, пенс.; син Сергій; дочка Вероніка.

## Освіта
Єнакіївський металургійний технікум (1966), «Доменне виробництво»; Комунарський гірничо-металургійний інститут (1975), інженер-металург.
09.2007 кандидат в народні депутати України від Партії регіонів, N 253 в списку. На час виборів: народний депутат, член ПР.
Народний депутат України 5-го скликання 04.2006-11.2007 від Партії регіонів, № 116 в списку. На час виборів: народний депутат України, член ПР. Член фракції Партії регіонів (з 05.2006), голова підкомітету з питань депутатської етики Комітету з питань Регламенту, депутатської етики та забезпечення діяльності ВР України (з 07.2006).
Народний депутат України 4-го скликання 04.2002-04.2006, виборчій округ № 50, Донецька область, самовисування. За 33.21 %, 15 суперників. На час виборів: перший заступник Єнакіївського міського голови, безпартійний. Член фракції «Єдина Україна» (05.-06.2002), член фракції «Регіони України» (06.2002-09.2005), член фракції Партії «Регіони України» (з 09.2005), член Комітету з питань Регламенту, депутатської етики та організації роботи ВР України (з 06.2002).
- 1965 — чавунник доменного цеху, метал. з-д «Азовсталь» ім. С.Орджонікідзе, м. Жданов Донецької обл.
- 1965—1967 — робітник, Єнакіївський метал. з-д.
- 1967—1969 — служба в армії.
- 1969—1979 — горновий, газовик, начальник зміни, заст. начальника доменного цеху, 1979 — голова профкому, 1980—1983 — секретар парткому, Єнакіївський метал. з-д.
- 1983—1988 — 2-й секретар, Єнакіївський МК КПУ.
- 1988—1991 — 1-й секретар, Єнакіївський МК КПУ; голова, Єнакіївська міськрада.
- 1991—1995 — заступник начальника доменного цеху, Єнакіївський метал. з-д.
- 1995—2002 — заступник голови, 1-й заступник голови, виконком Єнакіївської міськради.

Депутат Донецької облради 2-х скликань.
Почесна грамота ВР України (02.2006).
Захоплення: бокс, гирьовий спорт, плавання.